# Aerotec A.132 Tangará
Die Aerotec A. 132 Tangará ist ein Schulflugzeug des brasilianischen Herstellers Aerotec SA Industria Aeronáutica.

## Geschichte
Die A. 132 Tangará, ursprünglich als A. 132 Uirapuru II bezeichnet, ist ein militärisches Schulflugzeug, das auf Grund einer Anregung der brasilianischen Luftwaffe entwickelt wurde. Die Tangará (militärische Bezeichnung: YT-17) sollte die Aerotec A. 122 Uirapuru als Standardschulflugzeug bei der brasilianischen Luftwaffe ersetzen. Letztendlich entschied sich Brasilien, das ursprünglich 100 Exemplare bestellen wollte, für die Embraer T-27, sodass lediglich, außer dem Prototyp, sechs Exemplare für die bolivianische Luftwaffe gebaut wurden. Der Prototyp wurde bis 2004 vom Instituto Tecnológico da Aeronáutica genutzt und später an den Sohn des Konstrukteurs übergeben. Seither wird er, nach dem Einbau eines Lycoming IO-360-C mit 149 kW, vom Aeroclube de São José dos Campos für Kunstflugtraining benutzt.

## Konstruktion
Die Tangará basiert zwar auf der Uirapuru und verwendet denselben Motor, einen 4-Zylinder-Boxermotor Lycoming O-320B2B mit 119 kW. Es bestehen jedoch erhebliche Unterschiede in der Konstruktion. Die Maschine war etwas größer als ihre Vorgängerin und wie diese eine Ganzmetallkonstruktion, wobei vorwiegend Aluminium, aber in kritischen Bereichen Stahl verwendet wurde. Das Flugzeug verfügt wie seine Vorgängerin über ein festes Bugradfahrwerk, ein konventionelles Leitwerk sowie ein Cockpit, das durch Zurückschieben der Haube betreten werden kann und 360-Grad-Rundumsicht ermöglicht. Die Besatzung sitzt nebeneinander.

## Versionen
- A. 132A – Militärisches Trainingsflugzeug
- A. 132B – geplante zivile Version
- A. 135 Tangara II – geplantes zweisitziges militärisches Schulflugzeug in Tandemkonfiguration auf Basis der A. 132 mit schlankerem Rump, optisch ähnlich der Enaer T-35 Pillán. Lediglich ein Mock-up wurde gebaut.[5]

## Militärische Nutzung
Bolivien

## Technische Daten
| Kenngröße             | Daten                                                   |
| --------------------- | ------------------------------------------------------- |
| Besatzung             | 2                                                       |
| Länge                 | 7,09 m                                                  |
| Spannweite            | 9 m                                                     |
| Höhe                  | 2,70 m                                                  |
| Flügelfläche          | 13,77 m²                                                |
| Flügelstreckung       | 5,9                                                     |
| Leermasse             | 560 kg                                                  |
| max. Startmasse       | 860 kg                                                  |
| Reisegeschwindigkeit  | 174 km/h                                                |
| Höchstgeschwindigkeit | 238 km/h                                                |
| Dienstgipfelhöhe      | 4500 m                                                  |
| Reichweite            | 4:18 h                                                  |
| Triebwerke            | 1 × Lycoming O-320B2B, 4-Zylinder-Boxermotor mit 119 kW |